# Barosaurus
Barosaurus ist eine Gattung sauropoder Dinosaurier aus der Familie Diplodocidae. Sie lebte während des späten Oberjura (Kimmeridgium bis Tithonium) in Nordamerika.
Bislang sind fünf unvollständige Skelette beschrieben worden; Schädelknochen wurden bislang jedoch noch nicht gefunden. Alle Funde stammen aus der Morrison-Formation, einer bedeutenden Fossillagerstätte – eine aus Afrika beschriebene Art wird heute meist zu einer eigenständigen Gattung, Tornieria, gestellt. Barosaurus teilte seinen Lebensraum mit einer Reihe weiterer Sauropoden-Spezies, darunter Apatosaurus, Diplodocus, Camarasaurus und Brachiosaurus.

## Merkmale
Barosaurus erreichte Schätzungen zufolge eine Länge von 26 Metern und ein Gewicht von 20 Tonnen – damit war er etwa ebensogroß wie der nahe verwandte Diplodocus.
Er wies einen für Diplodociden typischen Bauplan auf: Die Anzahl der Halswirbel war erhöht, da die vordersten Rückenwirbel in Halswirbel umgebildet waren, was zu einem besonders langen Hals führte. Der Schwanz war wie bei anderen Diplodociden ebenfalls sehr lang: So war die Anzahl der Schwanzwirbel wahrscheinlich auf über 80 erhöht, während die mittleren und hinteren Schwanzwirbel verlängert waren. Die Vorderbeine waren dagegen relativ kurz, wie bei anderen Diplodociden. Ein Schädel wurde noch nicht entdeckt. Die nahe verwandten Gattungen Diplodocus und Apatosaurus zeigen jedoch einen langgezogenen, niedrigen Schädel mit nach vorne gerichteten, stiftartigen Zähnen, die auf den vordersten Bereich der Kiefer beschränkt waren. Es ist möglich, dass einige Diplodocus zugeschriebene Schädelfunde tatsächlich zu Barosaurus gehören.
Im Unterschied zu dem nahe verwandten Diplodocus wies Barosaurus im Verhältnis längere Vorderbeine sowie einen längeren Hals und einen kürzeren Schwanz auf. Während Diplodocus und Apatosaurus 15 Halswirbel und 10 Rückenwirbel besaßen, war bei Barosaurus mindestens ein weiterer Rückenwirbel in einen Halswirbel umgebildet: So zeigt Barosaurus lediglich 9 oder 8 Rückenwirbel, aber möglicherweise 16 Halswirbel. Die Halswirbel waren zudem extrem verlängert und bis zu 50 % länger als die von Diplodocus. Die Schwanzwirbel waren kürzer als bei Diplodocus; die charakteristischen, von den Chevron-Knochen gebildeten „Doppelbalken“ an der Unterseite des Schwanzes waren bei Barosaurus etwas weniger stark ausgeprägt als bei Diplodocus.
Im Unterschied zu Apatosaurus waren die Skelette von Barosaurus und Diplodocus insgesamt leichter gebaut; insbesondere die Vorderbeine waren bei Apatosaurus deutlich robuster. Außerdem waren die Halswirbel von Apatosaurus kürzer und weniger leicht gebaut. Die von den Chevron-Knochen gebildeten Doppelbalken waren bei Apatosaurus deutlich schwächer ausgeprägt als bei Diplodocus und Barosaurus.

## Systematik
Barosaurus wird zu den Diplodocidae gezählt, einer Familie innerhalb der Diplodocoidea. Innerhalb der Diplodocidae wird die Gattung manchmal zusammen mit Diplodocus in eine gemeinsame Unterfamilie gestellt – die Diplodocinae. Apatosaurus wird dagegen in eine andere Unterfamilie gestellt – die Apatosaurinae. Es folgt ein aktuelles Kladogramm-Beispiel (vereinfacht nach Harris und Dotson, 2004):
|              | Apatosaurus                                               |
|              |                                                           |
| Diplodocinae | \| \| Barosaurus \| \| \| \| \| \| Diplodocus \| \| \| \| |
|              | \| \| Barosaurus \| \| \| \| \| \| Diplodocus \| \| \| \| |
|              | Barosaurus                                                |
|              |                                                           |
|              | Diplodocus                                                |
|              |                                                           |

|  | Barosaurus |
|  |            |
|  | Diplodocus |
|  |            |

|              | Apatosaurus                                               |
|              |                                                           |
| Diplodocinae | \| \| Barosaurus \| \| \| \| \| \| Diplodocus \| \| \| \| |
|              | \| \| Barosaurus \| \| \| \| \| \| Diplodocus \| \| \| \| |
|              | Barosaurus                                                |
|              |                                                           |
|              | Diplodocus                                                |
|              |                                                           |

|  | Barosaurus |
|  |            |
|  | Diplodocus |
|  |            |

|              | Apatosaurus                                               |
|              |                                                           |
| Diplodocinae | \| \| Barosaurus \| \| \| \| \| \| Diplodocus \| \| \| \| |
|              | \| \| Barosaurus \| \| \| \| \| \| Diplodocus \| \| \| \| |
|              | Barosaurus                                                |
|              |                                                           |
|              | Diplodocus                                                |
|              |                                                           |

|  | Barosaurus |
|  |            |
|  | Diplodocus |
|  |            |

|              | Apatosaurus                                               |
|              |                                                           |
| Diplodocinae | \| \| Barosaurus \| \| \| \| \| \| Diplodocus \| \| \| \| |
|              | \| \| Barosaurus \| \| \| \| \| \| Diplodocus \| \| \| \| |
|              | Barosaurus                                                |
|              |                                                           |
|              | Diplodocus                                                |
|              |                                                           |

|  | Barosaurus |
|  |            |
|  | Diplodocus |
|  |            |

### „Barosaurus“ africanus
Derzeit wird lediglich eine Barosaurus-Art allgemein anerkannt: Barosaurus lentus. Werner Janensch (1922) schrieb der Gattung Barosaurus jedoch eine zweite Art zu (Barosaurus africanus), basierend auf Funden aus Tendaguru in Ostafrika. Erstmals beschrieben wurde diese Art bereits 1908 von Eberhard Fraas als eine von zwei Arten der Gattung Gigantosaurus. Da der Name Gigantosaurus jedoch bereits an einen aus England stammenden Sauropoden vergeben war, wurde die Gattung später in Tornieria umbenannt. Ob es sich bei dieser afrikanischen Art tatsächlich um eine zweite Barosaurus-Art handelt (Barosaurus africanus), oder ob sie als Tornieria africana einer eigenständigen, nahe verwandten Gattung zugeschrieben werden muss, ist weiterhin umstritten.

## Paläoökologie
Die Morrison-Formation weist eine diverse Sauropodenfauna auf: So teilte sich Barosaurus seinen Lebensraum vor allem mit Diplodocus und Apatosaurus; seltener traten Brachiosaurus, Haplocanthosaurus und Suuwassea auf. Lange galt Barosaurus als ein seltener Sauropode der Morrison-Fauna. Erst in jüngerer Zeit wurde klar, dass viele als Diplodocus beschriebene Fossilien tatsächlich Barosaurus zuzuschreiben sind.

## Funde, Forschungsgeschichte und Namensgebung
Das erste Skelett wurde von Mrs. E. R. Ellerman in den Black Hills von South Dakota entdeckt und 1889 von den Paläontologen Othniel Charles Marsh und John Bell Hatcher teilweise geborgen. Marsh und Hatcher konnten lediglich Teile des Schwanzes bergen, weshalb Marsh die Entdeckerin damit beauftragte, das verbliebene Skelett vor Fossiliensammlern zu beschützen. Erst neun Jahre später (1898) beauftragte Marsh George Wieland, das verbliebene Skelett auszugraben. Wie Wieland feststellte, war die Entdeckerin bereits seit drei Jahren verstorben, und Fossiliensammler hatten bereits Teile des Skeletts entwendet. Dennoch konnte Wieland innerhalb von zwei Monaten weitere Schwanzwirbel, Teile des Kreuzbeins, Rückenwirbel, vier Halswirbel, Teile des rechten Schambeins, Rippen sowie ein Brustbein bergen.
Marsh veröffentlichte bereits 1890, ein Jahr nach der Entdeckung des Skeletts, eine kurze Beschreibung – basierend auf den von ihm und Hatcher gesammelten Schwanzwirbeln (Holotyp, Exemplarnummer YPM 429). Er gab an, die Schwanzwirbel würden denen von Diplodocus ähneln, wären aber insgesamt kürzer und zeigten tiefe Pleurocoele (seitliche Aushöhlungen) sowie weniger stark ausgeprägte Chevron-Knochen. Marsh nannte die neue Gattung Barosaurus („Schwere Echse“, von gr. barys – „schwer“; gr. sauros – „Echse“), was auf die enorme Größe dieses Tieres hinweisen soll. In einer späteren Veröffentlichung (1896) schrieb er Barosaurus der Atlantosauridae zu – erst 1898 erkannte Marsh diese Gattung als Verwandten von Diplodocus und klassifizierte sie innerhalb der Diplodocidae. In seiner letzten Veröffentlichung (1899) vor seinem Tod benannte er eine zweite Art, Barosaurus affinis, anhand von zwei verhältnismäßig kleinen Mittelhandknochen. Heute gilt Barosaurus affinis als identisch mit der Typspezies Barosaurus lentus. Eine vollständige Beschreibung des fertig präparierten Barosaurus-Skeletts folgte 1919 von R. S. Lull.
Weitere Barosaurus-Funde wurden im heutigen Dinosaur National Monument entdeckt, einer äußerst ergiebigen Fossilfundstelle in der Nähe von Jensen in Utah. Earl Douglass entdeckte 1912 einige sehr lange Halswirbel in der Nähe eines gut erhaltenen Diplodocus-Skeletts. Anfangs hielt er diese Wirbel für einen Teil des Diplodocus-Skeletts – erst nachdem er die Wirbel vollständig freigelegt hatte, erkannte er ihre enorme Länge, und spekulierte, dass sie tatsächlich zu Barosaurus gehören könnten. Später stellte sich heraus, dass diese Wirbel wahrscheinlich Teil eines anderen, fragmentarischen Barosaurus-Skeletts sind (Exemplarnummer ROM 3670), das anfangs Diplodocus zugeschrieben wurde. Ein weiteres Skelett (CM 11984) entdeckte Douglass im Jahr 1918. Douglass war sich unsicher, ob dieses Skelett zu Barosaurus oder zu Brachysaurus (Brachiosaurus) gehörte. Es wurde erst in den 1980ern präpariert und befindet sich noch heute in Fundposition in einer im Dinosaur National Monument zur Schau gestellten Steinwand.
Das berühmteste Barosaurus-Skelett (Exemplarnummer AMNH 6341) ist heute im American Museum of Natural History in New York ausgestellt. Auch dieses, anfangs Diplodocus zugeschriebene Exemplar legte Douglass im Dinosaur National Monument frei. Zeitgleich grub Gilmore vom National Museum of Natural History (Washington, D.C.) im selben Fundort ein Diplodocus-Skelett aus, welches er zur Montierung in Washington andachte. Dieses Diplodocus-Skelett (Exemplarnummer USNM 10845) war jedoch sehr unvollständig, weshalb Douglass Gilmore den Großteil der Halswirbel zur Vervollständigung des Skeletts übergab. Erst bei der Präparation in Washington wurde bemerkt, dass es sich bei den Wirbeln tatsächlich um Barosaurus-Wirbel handelte, welche für die Vervollständigung des Diplodocus-Skeletts nutzlos sind. Das Barosaurus-Skelett war somit auf zwei verschiedene Museen aufgeteilt. 1929 startete Barnum Brown vom American Museum of Natural History Verhandlungen mit beiden Museen, konnte beide Skelettteile erwerben und in New York vereinigen. Dieses auf den Hinterbeinen stehend montierte Skelett ist heute eines der wichtigsten Ausstellungsstücke des American Museums of Natural History.
Ein weiteres, fragmentarisches Skelett aus dem Dinosaur National Monument (Exemplarnummer ROM 3670) wurde erst 2007 in der Sammlung des Royal Ontario Museums in Kanada wiederentdeckt. Dieses  Skelett wurde bereits Anfang des 20. Jahrhunderts von Earl Douglass ausgegraben und 1962 vom Royal Ontario Museum erworben. Heute stellt es eines der wichtigsten Ausstellungsstücke des Museums dar. Weitere Funde wurden in jüngerer Zeit aus South Dakota gemeldet. 2016 und 2017 wurden jeweils Funde von Wirbeln veröffentlicht, der aufgrund der noch nicht vollständig geschlossenen Wachstumsfugen der Knochen einem juvenilen Barosaurus zugeordnet wurden und zugleich aufgrund spezifischer Merkmale die Existenz von luftgefüllten Bereichen in den Knochen der Tiere untermauern.